# Félix Soulès
Jean-Baptiste Félix Soulès (Eauze, 14 ottobre 1857 – Eauze, 7 marzo 1904) è stato uno scultore francese.

## Biografia
Originario del Gers, Félix Soulès era il figlio di Pierre Soulès, un muratore, e di Joséphine Saucède, una sarta. Nacque a Eauze, nella rue des Pénitents, una via che oggi porta il suo nome.
Seguì i corsi della scuola di belle arti di Tolosa prima di continuare alla scuola di belle arti di Parigi, dove fu un allievo di François Jouffroy e di Alexandre Falguière. Fece il suo debutto artistico a Parigi, al Salone degli artisti francesi del 1881. Nel 1887 arrivò secondo per il concorso del premio di Roma (Grand prix de Rome). Il 27 giugno del 1896 venne nominato cavaliere della Legion d'onore dopo l'inaugurazione della statua del generale Lamarque. Morì il 7 marzo 1904, sempre nel Gers. Un anno dopo la morte, il 9 luglio 1905, gli venne dedicato un monumento a Eauze, che verrà smontato nel 1942, sotto il regime di Vichy.

## Opere
- Bordeaux:

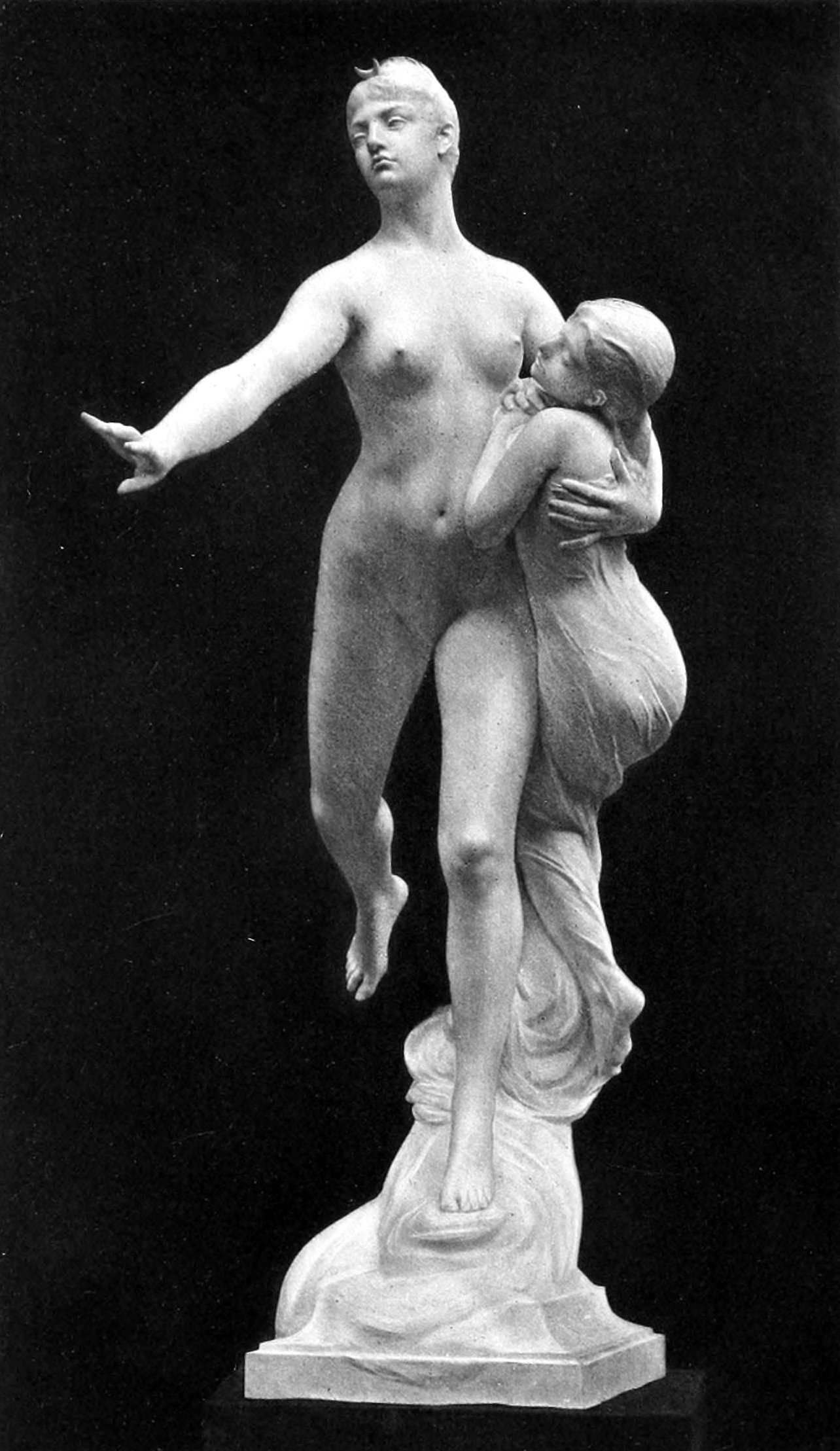
Enlèvement d'Iphigénie par Diane, 1892

  - Scuola di belle arti, giardino : Bacchante et chèvre o Bacchante à la chèvre, gruppo in marmo. Il modello in gesso esposto con il titolo Satyre et bacchante ("Satiro e baccante") ottenne una prima medaglia al Salone degli artisti francesi del 1892. La versione in marmo fu esposta nel 1896.
  - Parc bordelais : Enlèvement d'Iphigénie par Diane, 1892, gruppo in marmo.[5]
- Draguignan, museo d'arte e storia: Faune et bacchante o Faunesse et satyre, Salone del 1901, gruppo in gesso.
- La Boissière-École, cimitero, mausoleo Hériot: Jean Hériot, scultura in marmo.
- Mont-de-Marsan, place Pascal-Duprat: La Landaise, bronzo (statua scomparsa).
- Saint-Sever, collina di Morlanne: Statua del generale Lamarque, 1896, bronzo.